# Guilherme Ceretta de Lima
Guilherme Ceretta de Lima (Sorocaba, 25 de novembro de 1983) é um árbitro de futebol brasileiro e modelo fotográfico

## Carreira
Guilherme Ceretta de Lima, fez sua estria pela Federação Paulista de Futebol em 7 de setembro de 2002 em Sumaré, no jogo entre Ponte Preta e Paulista pela categoria sub15/17. Apareceu com apenas 21 anos na primeira divisão do Campeonato Paulista.
Como instrutor de futebol, ele participou no Grêmio União Sanroquense, na cidade de São Roque como treinador nas categorias Sub 9,11,13,15,17,20 e na equipe técnica no grupo amador.
Considerado o árbitro mais bonito do Brasil, atua como modelo nas horas vagas.
Ele apareceu no noticiário nacional, não por algum erro ou má atuação, mas sim por ter sido atacado no gramado por um cachorro.
Entre inúmeros jogos realizados pela FPF e CBF, é lembrado por ter feito o jogo São Paulo FC e SC Corinthians Paulista, onde o goleiro Rogério Ceni fez o seu 100º gol na carreira.
Também foi o árbitro da final do Campeonato Paulista de 2013 na Vila Belmiro, no empate em 1 x 1 entre Santos FC e SC Corinthians Paulista.
Em 2015, apitou o segundo jogo da final do Campeonato Paulista, entre Santos e Palmeiras. Envolveu-se numa polêmica, quando ao expulsar o santista Geuvânio e o palmeirense Dudu, foi empurrado por este último, que não concordou com a marcação.
Foi considerado terceiro melhor árbitro de 2011 e eleito melhor árbitro do Campeonato Paulista de 2015.
Conquistou a patente de Aspirante FIFA. Dirigiu 90 jogos pela CBF e 477 pela FPF.
Atualmente (novembro/2016) obtém a impressionante marca de 1218 jogos na carreira.
Proprietario da Grife GC o Legitimo. (@grifegcolegitimo).
Formou-se na US Soccer como arbitro de futebol, atua como Coach na Escola Boca Raton Juniors Soccer Club em Boca Raton nos Estados Unidos.